# Этакриновая кислота
Этакриновая кислота — сильное диуретическое средство.
Синоним: «Урегит»

## Синонимы
Урегит, Crinuril, Ecrinex, Edecril, Edecrin, Endecril,
Etacrynic acid, Hydromedin, Otacril, Uregit.

## Действие
По механизму действия близок к фуросемиду, но не увеличивает выделения бикарбоната и
существенно не нарушает электролитный состав крови.
Действует быстро; диурез начинается через 30 −60 мин, достигает максимума через 2 ч, продолжается после однократного приема 6 −9 ч.

## Показания к применению
Назначают:
- при отеках у больных с недостаточностью кровообращения;
- при отеках почечного происхождения, особенно устойчивых к действию других диуретиков;
- при остром отеке легких;
- при отеке головного мозга.

Оказывает умеренное антигипертензивное действие; при гипертонической болезни может применяться в сочетании с гипотензивными средствами.

## Способ применения и дозы
Назначают внутрь, начиная с 0,05 г (50 мг), повышая при необходимости суточную дозу препарата до 0,1 — 0,2 г. Обычно принимают всю дозу препарата утром (после еды).
Диуретический эффект часто более выражен, если препарат принимают не ежедневно, а с перерывом 1 — 2 дня.
Внутривенно (0,05 г) вводят в случаях, когда требуется быстрый эффект.

## Особые указания
При длительном применении препарата могут наблюдаться гипокалиемия и гипохлоремический алкалоз. Одновременное применение калийсберегающих диуретиков усиливает диуретическое действие препарата и уменьшает гипокалиемию и алкалоз.
Этакриновая кислота хуже переносится, чем фуросемид, особенно больными с почечной недостаточностью.
При применении препарата возможны головокружение, слабость, диспепсия, диарея.
Лечение следует проводить на фоне диеты, богатой калием, а при необходимости назначать препараты калия.
Лекарство ототоксично (может ухудшать слух).

## Противопоказания
Препарат не рекомендуется при анурии и беременным. Детям раннего возраста назначают лишь в исключительных случаях (при резистентности к другим диуретикам). При циррозе печени применение препарата требует тщательного врачебного наблюдения.

## Формы выпуска
Таблетки по 0,05 г в упаковке по 20 штук; в ампулах, содержащих по 0,05 г натриевой соли этакриновой кислоты, которую растворяют изотоническим раствором натрия хлорида или глюкозы.